# جيم المحظوظ (رواية)
جيم المحظوظ (بالإنجليزية: Lucky Jim)‏ هي رواية للكاتب الإنجليزي كينجسلي أميس، نُشرت عام 1954، عن دار نشر فيكتور غولانس.

## روابط خارجية
- جيم المحظوظ على موقع الموسوعة البريطانية (الإنجليزية)